# 仝孟蛟
仝孟蛟（1962年2月21日—），中华人民共和国贪腐官员。
研究生毕业，2002年10月任河南省三门峡市渑池县县长。2007年2月至2009年10月担任渑池县县委书记，任内渑池县频频发生卖官事件。2009年7月，被时任三门峡市组织部部长李卫民违规提拔前往三门峡市担任市委副秘书长（正县级）兼渑池县县委书记，当年9月即落马并被双规，涉嫌受贿行贿金额达2000多万元人民币，是三门峡系列腐败案中受贿金额最高的一个。仝孟蛟的贪污腐败和落马为三门峡系列腐败案的一部分。
2010年3月26日，河南省院人民检察院指定河南省平顶山市人民检察院管辖仝孟蛟涉嫌贪污、受贿犯罪的线索。2010年3月26日，河南省平顶山市人民检察院立案侦查，2010年6月7日侦查终结，并移送审查起诉。2010年10月22日，河南省平顶山市中级人民法院依法审理并做出如下判决：1、仝孟蛟犯受贿罪，判处无期徒刑，剥夺政治权利终身，并处没收个人全部财产；犯贪污罪，判处有期徒刑十二年，剥夺政治权利三年，并处罚金三十万元。两罪并罚，决定对被告人仝孟蛟执行无期徒刑，剥夺政治权利终身，并处没收个人全部财产。2、一审判决后，仝孟蛟未上诉，一审判决生效。